# UCI Asia Tour 2013-2014
El UCI Asia Tour 2013-2014 fue la X edición del calendario ciclístico internacional asiático. Se inició el 6 de octubre de 2013 en Kazajistán, con el Tour de Almaty, primera carrera UCI en la historia de Kazajistán, y finalizó el 20 de diciembre de 2014 en Catar con el Tour de Al Zubarah.

## Carreras y categorías
En esta edición continuaron siendo seis las carreras de máxima categoría (.HC), las mismas que en la edición anterior. 
Las carreras .1 fueron ocho, tres más que la temporada pasada y produciéndose los ascensos a esta categoría de los Tours de Corea e Irán y una nueva competición, el Tour de Dubái. El resto de las carreras fueron .2 (última categoría), que junto a las carreras en ruta y contrarreloj del Campeonato de Asia de Ciclismo formaron el calendario 2013-2014.
Además de éstas carreras, algunos campeonatos nacionales de ruta y contrarreloj también puntuaron para el UCI Asia Tour, dependiendo de la clasificación por países de la edición anterior.

## Equipos
Los equipos que pueden participar en las diferentes carreras dependen de la categoría de las mismas. A mayor nivel de una carrera pueden participar equipos de más nivel. Los equipos UCI ProTeam, solo pueden participar de las carreras .HC y .1 pero tienen cupo limitado y los puntos que logran sus ciclistas no van a la clasificación. 
| Categoría | Categoría                     | Equipos                                                                                          |
| --------- | ----------------------------- | ------------------------------------------------------------------------------------------------ |
| .HC       | 1.HC (Carrera de un día)      | ProTeam (max 50%) Profesionales Continentales Continentales Selecciones nacionales               |
| .HC       | 2.HC (Carrera de varios días) | ProTeam (max 50%) Profesionales Continentales Continentales Selecciones nacionales               |
| .1        | 1.1 (Carrera de un día)       | ProTeam (max 50%) Profesionales Continentales Continentales Selecciones nacionales               |
| .1        | 2.1 (Carrera de varios días)  | ProTeam (max 50%) Profesionales Continentales Continentales Selecciones nacionales               |
| .2        | 1.2 (Carrera de un día)       | Profesionales Continentales Continentales Selecciones nacionales Selecciones regionales Amateurs |
| .2        | 2.2 (Carrera de varios días)  | Profesionales Continentales Continentales Selecciones nacionales Selecciones regionales Amateurs |

## Calendario
Contó con las siguientes carreras, tanto por etapas como de un día. El calendario se dio a conocer el 26 de septiembre de 2013.

### Octubre 2013
| Fecha    | Carrera                   | Cat. | Ganador         | Equipo del ganador      |
| -------- | ------------------------- | ---- | --------------- | ----------------------- |
| 6        | Tour de Almaty            | 1.2  | Maxim Iglinskiy | Selección de Kazajistán |
| 20       | Japan Cup Cycle Road Race | 1.HC | Jack Bauer      | Garmin Sharp            |
| 20 al 28 | Tour de Hainan            | 2.HC | Moreno Hofland  | Belkin                  |

### Noviembre 2013
| Fecha    | Carrera                            | Cat. | Ganador             | Equipo del ganador          |
| -------- | ---------------------------------- | ---- | ------------------- | --------------------------- |
| 2 al 5   | Tour de Ijen                       | 2.2  | Mirsamad Pourseyedi | Tabriz Petrochemical        |
| 2 al 10  | Tour del Lago Taihu                | 2.1  | Yuriy Metlushenko   | Torku Sekerspor             |
| 10       | Tour de Okinawa                    | 1.2  | Sho Hatsuyama       | Bridgestone-Anchor          |
| 12       | Tour de Nanjing                    | 1.2  | Alois Kaňkovský     | ASC Dukla Praha             |
| 16 al 18 | Tour de Fuzhou                     | 2.2  | Rahim Ememi         | RTS-Santic Racing           |
| 22 al 25 | Sharjah International Cycling Tour | 2.2  | Roman Van Uden      | Node 4-Giordana Racing Team |

### Diciembre 2013
| Fecha  | Carrera                          | Cat. | Ganador                  | Equipo del ganador |
| ------ | -------------------------------- | ---- | ------------------------ | ------------------ |
| 4 al 7 | Tour de Al Zubarah               | 2.2  | Yousef Mirza Bani Hammad |                    |
| 15     | CFI International Race 1, Mumbai | 1.2  | Nur Amirul Marzuki       | Terengganu         |
| 18     | CFI International Race 2, Jaipur | 1.2  | Anwar Azis Muhd Shaiful  | Terengganu         |
| 22     | CFI International Race 3, Dehli  | 1.2  | Mohd Nor Umardi Rosdi    | Terengganu         |

### Febrero 2014
| Fecha    | Carrera          | Cat. | Ganador             | Equipo del ganador      |
| -------- | ---------------- | ---- | ------------------- | ----------------------- |
| 5 al 8   | Tour de Dubái    | 2.1  | Taylor Phinney      | BMC Racing              |
| 9 al 14  | Tour de Catar    | 2.HC | Niki Terpstra       | Omega Pharma-Quick Step |
| 18 al 23 | Tour de Omán     | 2.HC | Chris Froome        | Sky                     |
| 27 al 8  | Tour de Langkawi | 2.HC | Mirsamad Pourseyedi | Tabriz Petrochemical    |

### Marzo 2014
| Fecha   | Carrera        | Cat. | Ganador          | Equipo del ganador    |
| ------- | -------------- | ---- | ---------------- | --------------------- |
| 9 al 13 | Tour de Taiwán | 2.1  | Rémy Di Gregorio | La Pomme Marseille 13 |

### Abril 2014
| Fecha    | Carrera                     | Cat. | Ganador            | Equipo del ganador             |
| -------- | --------------------------- | ---- | ------------------ | ------------------------------ |
| 1 al 6   | Tour de Tailandia           | 2.2  | Yasuharu Nakajima  | Aisan Racing                   |
| 21 al 24 | Tour de Filipinas           | 2.2  | Mark Galedo        | 7 Eleven Road Bike Philippines |
| 27       | Melaka Chief Minister's Cup | 1.2  | Alexandr Pliuschin | Sky Dive Dubai                 |

### Mayo 2014
| Fecha    | Carrera                                 | Cat. | Ganador             | Equipo del ganador   |
| -------- | --------------------------------------- | ---- | ------------------- | -------------------- |
| 18 al 25 | Tour de Japón                           | 2.1  | Mirsamad Pourseyedi | Tabriz Petrochemical |
| 29       | Campeonato Asiático Contrarreloj        | CC   | Dmitriy Gruzdev     | Astana               |
| 29       | Campeonato Asiático Contrarreloj sub-23 | CC   | Viktor Okishev      | Continental Astana   |
| 29 al 1  | Tour de Kumano                          | 2.2  | Francisco Mancebo   | Sky Dive Dubai       |
| 31       | Campeonato Asiático en Ruta sub-23      | CC   | Vadim Galeyev       | Continental Astana   |

### Junio 2014
| Fecha    | Carrera                     | Cat. | Ganador          | Equipo del ganador   |
| -------- | --------------------------- | ---- | ---------------- | -------------------- |
| 1        | Campeonato Asiático en Ruta | CC   | Ruslan Tleubayev | Astana               |
| 2 al 10  | Tour de Singkarak           | 2.2  | Amir Zargari     | Pishgaman Yazd       |
| 8 al 15  | Tour de Corea               | 2.1  | Hugh Carthy      | Rapha-Condor         |
| 17 al 22 | Tour de Irán                | 2.1  | Ghader Mizbani   | Tabriz Petrochemical |

### Julio 2014
| Fecha   | Carrera                | Cat. | Ganador        | Equipo del ganador |
| ------- | ---------------------- | ---- | -------------- | ------------------ |
| 6 al 19 | Vuelta al Lago Qinghai | 2.HC | Ilya Davidenok | Continental Astana |

### Agosto 2014
| Fecha   | Carrera         | Cat. | Ganador      | Equipo del ganador |
| ------- | --------------- | ---- | ------------ | ------------------ |
| 30 al 5 | Tour de China I | 2.1  | Kamil Gradek | BDC Marcpol        |

### Septiembre 2014
| Fecha    | Carrera               | Cat. | Ganador          | Equipo del ganador   |
| -------- | --------------------- | ---- | ---------------- | -------------------- |
| 6 al 7   | Tour del Este de Java | 2.2  | Ghader Mizbani   | Tabriz Petrochemical |
| 8 al 14  | Tour de China II      | 2.1  | Boris Shpilevsky | RTS-Santic           |
| 13 al 15 | Tour de Hokkaido      | 2.2  | Joshua Prete     | Budget Forklifts     |

### Octubre 2014
| Fecha    | Carrera                   | Cat. | Ganador           | Equipo del ganador    |
| -------- | ------------------------- | ---- | ----------------- | --------------------- |
| 5        | Tour de Almaty            | 1.1  | Alexey Lutsenko   | Astana                |
| 16 al 19 | Tour de Ijen              | 2.2  | Peter Pouly       | Singha Infinite       |
| 19       | Japan Cup Cycle Road Race | 1.HC | Nathan Haas       | Garmin Sharp          |
| 20 al 28 | Tour de Hainan            | 2.HC | Julien Antomarchi | La Pomme Marseille 13 |

### Noviembre 2014
| Fecha    | Carrera             | Cat. | Ganador             | Equipo del ganador   |
| -------- | ------------------- | ---- | ------------------- | -------------------- |
| 1 al 9   | Tour del Lago Taihu | 2.1  | Sam Witmitz         | Budget Forklifts     |
| 9        | Tour de Okinawa     | 1.2  | Nariyuki Masuda     | Utsunomiya Blitzen   |
| 11       | Tour de Yancheng    | 1.2  | Jesse Kerrison      | Budget Forklifts     |
| 14 al 16 | Tour de Fuzhou      | 2.2  | Mirsamad Pourseyedi | Tabriz Petrochemical |
| 28 al 1  | Sharjah Tour        | 2.2  | Alexandr Pliuschin  | Sky Dive Dubai       |

### Diciembre 2014
| Fecha    | Carrera            | Cat. | Ganador        | Equipo del ganador                   |
| -------- | ------------------ | ---- | -------------- | ------------------------------------ |
| 13 al 17 | Jelajah Malaysia   | 2.2  | Rafaâ Chtioui  | Sky Dive Dubai                       |
| 17 al 20 | Tour de Al Zubarah | 2.2  | Azzedine Lagab | Groupement Sportif Pétrolier Algérie |

## Clasificaciones parciales
- Las clasificaciones hasta el 25 de noviembre de 2014 son las siguientes:[3]

### Individual
La integran todos los ciclistas que logren puntos pudiendo pertenecer tanto a equipos amateurs como profesionales, excepto los ciclistas de equipos UCI ProTeam.
| Posición | Ciclista            | Puntos |
| -------- | ------------------- | ------ |
| 1º       | Mirsamad Pourseyedi | 480    |
| 2º       | Boris Shpilevsky    | 408    |
| 3º       | Alois Kaňkovský     | 362    |
| 4º       | Yuriy Metlushenko   | 338    |
| 5º       | Ilya Davidenok      | 272    |
| 6º       | Ghader Mizbani      | 268    |
| 7º       | Grega Bole          | 215    |
| 8º       | Rahim Emami         | 193    |
| 9º       | Julien Antomarchi   | 190    |
| 10º      | Kamil Gradek        | 181    |

| 11º | Sam Witmitz        | 173 |
| 12º | Mykhailo Kononenko | 170 |
| 13º | Wouter Wippert     | 169 |
| 14º | Jesse Kerrison     | 167 |
| 15º | Milan Kadlec       | 158 |
| 16º | Hugh Carthy        | 148 |
| 17º | Amir Kolahdozhagh  | 143 |
| 18º | Vadim Galeyev      | 134 |
| 19º | Oleksandr Polivoda | 129 |
| 20º | Vitaliy Buts       | 125 |

### Equipos
| Posición | Equipo                | Puntos |
| -------- | --------------------- | ------ |
| 1º       | Tabriz Petrochemical  | 1022   |
| 2º       | Dukla Praha           | 602    |
| 3º       | La Pomme Marseille 13 | 571    |
| 4º       | RTS-Santic            | 547    |
| 5º       | Kolss                 | 513    |

| 6º  | Pishgaman Yazd          | 492 |
| 7º  | Vini Fantini-Nippo      | 422 |
| 8º  | Drapac                  | 421 |
| 9º  | Budget Forklifts        | 391 |
| 10º | Continental Team Astana | 377 |

### Países
Se confecciona mediante los puntos de los 10 mejores ciclistas de un país, no solo los que logren en este Circuito Continental, sino también los logrados en todos los circuitos. E incluso si un corredor de un país de este circuito, solo logra puntos en otro circuito (Europa, Asia, África, Oceanía), sus puntos van a esta clasificación. Al igual que en la clasificación individual, los ciclistas pueden pertenecer tanto a equipos amateurs como profesionales, excepto los ciclistas de equipos UCI ProTeam.
| Posición | País          | Puntos |
| -------- | ------------- | ------ |
| 1º       | Irán          | 1473   |
| 2º       | Kazajistán    | 845    |
| 3º       | Japón         | 482    |
| 4º       | Corea del Sur | 370    |
| 5º       | Hong Kong     | 344    |

| 6º  | Malasia    | 296 |
| 7º  | Uzbekistán | 174 |
| 8º  | Indonesia  | 146 |
| 9º  | Tailandia  | 145 |
| 10º | Líbano     | 142 |

### Países sub-23
| Posición | País          | Puntos |
| -------- | ------------- | ------ |
| 1º       | Kazajistán    | 811    |
| 2º       | Irán          | 164    |
| 3º       | Malasia       | 110    |
| 4º       | Macao         | 80     |
| 5º       | Corea del Sur | 71     |

## Progreso de las clasificaciones
| Fecha                    | Clasificación individual | Clasificación por equipos | Clasificación por países | Clasificación por países sub-23 |
| ------------------------ | ------------------------ | ------------------------- | ------------------------ | ------------------------------- |
| 25 de octubre de 2013    | Sonny Colbrelli          | -                         | Kazajistán               | Kazajistán                      |
| 25 de noviembre de 2013  | Yuriy Metlushenko        | -                         | Irán                     | Kazajistán                      |
| 25 de diciembre de 2013  | Yuriy Metlushenko        | -                         | Malasia                  | Malasia                         |
| 25 de enero de 2014      | Yuriy Metlushenko        | Torku Sekerspor           | Malasia                  | Malasia                         |
| 25 de febrero de 2014    | Yuriy Metlushenko        | Torku Sekerspor           | Malasia                  | Malasia                         |
| 25 de marzo de 2014      | Yuriy Metlushenko        | Torku Sekerspor           | Irán                     | Malasia                         |
| 25 de abril de 2014      | Yuriy Metlushenko        | Torku Sekerspor           | Irán                     | Malasia                         |
| 25 de mayo de 2014       | Mirsamad Pourseyedi      | Tabriz Petrochemical      | Irán                     | Malasia                         |
| 25 de junio de 2014      | Mirsamad Pourseyedi      | Tabriz Petrochemical      | Irán                     | Kazajistán                      |
| 25 de julio de 2014      | Mirsamad Pourseyedi      | Tabriz Petrochemical      | Irán                     | Kazajistán                      |
| 15 de agosto de 2014     | Mirsamad Pourseyedi      | Tabriz Petrochemical      | Irán                     | Kazajistán                      |
| 25 de agosto de 2014     | Mirsamad Pourseyedi      | Tabriz Petrochemical      | Irán                     | Kazajistán                      |
| 25 de septiembre de 2014 | Mirsamad Pourseyedi      | Tabriz Petrochemical      | Irán                     | Kazajistán                      |
| 25 de octubre de 2014    | Mirsamad Pourseyedi      | Tabriz Petrochemical      | Irán                     | Kazajistán                      |
| 25 de noviembre de 2014  | Mirsamad Pourseyedi      | Tabriz Petrochemical      | Irán                     | Kazajistán                      |
| 25 de diciembre de 2014  |                          |                           |                          |                                 |
| Final                    |                          |                           |                          |                                 |